# Moore Marriott
Moore Marriott (14 de septiembre de 1885 – 11 de diciembre de 1949) fue un actor de carácter de nacionalidad británica. 

## Biografía
Nacido en West Drayton, Hillingdon, Middlesex, Inglaterra, su verdadero nombre era George Thomas Moore Marriott.
Al estilo de Clive Dunn o Wilfrid Brambell, se especializó en la interpretación de personas viejas, aun siendo todavía relativamente joven, y tenía varias dentaduras postizas que utilizaba para dar mayor veracidad a sus personajes.  
Aunque hizo un gran número de actuaciones en el cine a partir de 1908, hoy es quizás más conocido por su personaje "Harbottle", presente en varias comedias interpretadas junto a Will Hay y Graham Moffatt, incluyendo Oh, Mr Porter! y Ask a Policeman.
Otras de sus películas fueron más destacadas fueron Millions Like Us (1943) y Green for Danger (1946). 
Falleció en Londres, en 1949, a causa de una neumonía y un fallo cardiaco. Fue incinerado, y sus cenizas depositadas en el Crematorio de Golders Green de la misma ciudad.